# Godshuis Soutieu

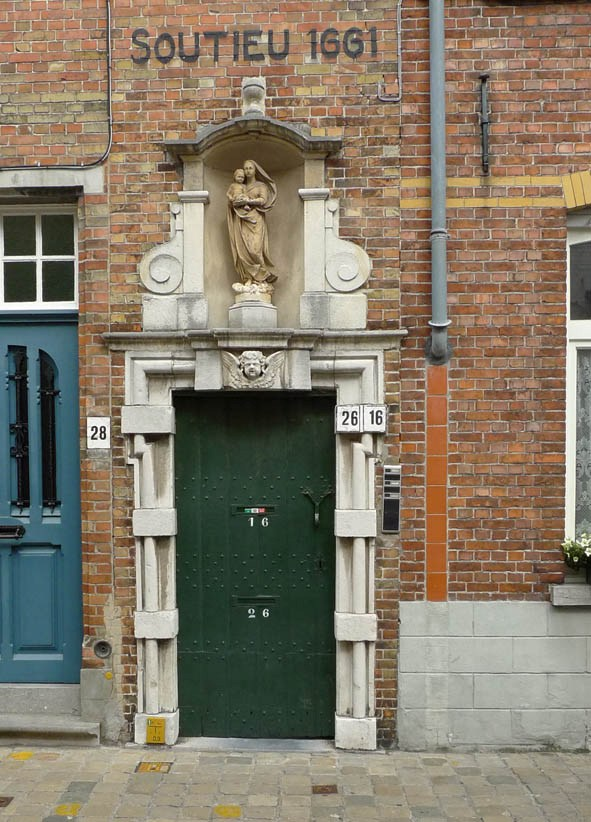
Deur in Maagdendal. Achter deze deur leidt een gang naar de huisjes.

Soutieu is een godshuis in Brugge.

## Geschiedenis
Laurentia Soutieu (†1661) legateerde tweeduizend pond aan de armendis van de parochie Sint-Salvator, bestemd om te voorzien in het levensonderhoud van arme blinden.
In 1675-76 werd met het beschikbare geld drie woningen gebouwd en twee verbouwd in de Kammakersstraat en in 1692 werden nog vier huisjes verworven. Alle werden voorbehouden aan arme blinden. In 1702 werden drie huisjes verkocht. De toegang tot het beluik met de huisjes was een deur in de Kammakersstraat.
De toewijzing van de huisjes werd gedaan door de dismeesters van Sint-Salvator, die de voorkeur dienden te geven aan de oudste onder de meest blinde parochianen. In totaal woonden er twaalf blinden, die door de stichting onderhouden werden. Er kwam evolutie en in 1792 waren de huisjes door acht oude vrouwen bewoond.
In 1796 werd de Commissie van de Burgerlijke Godshuizen eigenares. In 1909 moest plaats worden gemaakt voor de uitbreiding van het naastgelegen parochieschooltje voor meisjes. Er werd daarom een nieuw godshuis Soutieu gebouwd in Maagdendal. Het werden zes huisjes voor bejaarde vrouwen. Het portaal van het vroegere godshuis werd meegenomen en als ingangsdeur voor het nieuwe gebruikt.
In 1980 werd het godshuis omgevormd tot twee woningen voor echtparen.